# Transkarpatiendeutsch
Transkarpatiendeutsch, in Eigenbezeichnung Schwobisch, bezeichnet deutsche Dialekte, die in einigen Dörfern in der Karpatenukraine gesprochen wurden und resthaft auch heute noch gesprochen werden.

## Geschichte
Das heute ukrainische Transkarpatien war nordöstlicher Teil Oberungarns in etwa zwischen Usch und Prisloppass. Die ersten deutschen Siedlungen ab dem 17. Jahrhundert waren die heute mit der Stadt Munkatsch zusammengewachsenen Dörfer Plankendorf (Palanka) und Kroatendorf. Auch in Munkatsch selbst siedelte sich eine erhebliche Zahl Deutschsprachiger an, so dass der örtliche Dialekt anfänglich dominant bairisch, später zunehmend ostfränkisch war, städtisch zunehmend wiederum überlagert von einer österreichisch-stadtsprachlichen Ebene.
Nach Erwerb großer Besitzungen in der Region durch die Grafen Schönborn wurden Ende des 18. Jahrhunderts weitere ostfränkischsprachige Dörfer gegründet. Zentrum der Schönborn’schen Verwaltung war die Burg Munkatsch. Zu diesen Dörfern zählen Pausching, Unterschönborn, Oberschönborn, Mädchendorf und weitere, während Bardhaus bairischsprachig war. In einer zweiten Besiedlungswelle entstanden im 19. Jahrhundert nördlich von Munkatsch sprachlich bairische Dörfer von Auswanderern aus dem Böhmerwald um Prachatitz (Prachatice).
Deutsch Mokra (Nimezka Mokra) wurde im 18. Jahrhundert von Familien österreichischer Holzarbeiter aus dem Salzkammergut gegründet. Im Jahr 1815 wurde etwa zehn Kilometer flussabwärts die Tochterkolonie Königsfeld gegründet. Zu dieser Besiedlung gehörte auch Oberwischau (Vișeu de Sus) in der südlichen, heute rumänischen Marmarosch. Zu dieser Besiedlung gehörten auch die Zipser in der Karpatenukraine, die sich in gesonderten Ortsteilen und Dörfern, sogenannten Zipsereien ansiedelten.
Als Teil der Zwischenkriegstschechoslowakei wurde das Gebiet als Karpatenrussland (Podkarpatská Rus) schließlich 1928/29 neben Böhmen, Mähren, Schlesien und der Slowakei fünfter Landesteil der Tschechoslowakei.
Trotz Deportationen und Repressionen Deutschsprachiger wurde noch in den 1980er Jahren in einigen Dörfern Deutsch gesprochen. Nach Verschwinden des Eisernen Vorhangs nutzten viele die Möglichkeit, in den Westen auszuwandern, so dass die transkarpatischen Dialekte in der Ukraine heute vom Aussterben bedroht sind. Etwas besser ist die Situation im rumänischen Oberwischau.

## Besonderheiten
Die transkarpatendeutschen Dialekte sind mittelbairischen, genauer salzburgischen (aus dem Salzkammergut), deutschböhmischen (auch dem Böhmerwald) und oberostfränkischen Ursprungs. Dazu kamen in einigen Ortschaften die zipserdeutschen Dialekte Mantakisch (vorwiegend bairisch beeinflusst, siehe Ostkarpaten-Mantakisch) und der aus dem Dialekt von Hopgarten, Outzäpsersch, hervorgegangene Dialekt Zäpsersch (vorwiegend schlesisch beeinflusst).
Dem oberostfränkischen Dialekt entsprechen die Monophthongierung von ei zu a, z. B. haaß (heiß) und glaane (kleine). Dem Bairischen entsprechen die Diphthongierung von oo zu ou wie in groouß und rooud sowie die auf den historischen Dual zurückgehenden Verbalformen der 2. Person Plural. Darüber hinaus weist Schwobisch Lehngut aus dem Ungarischen, Rumänischen und Slowakischen auf. Die transkarpatischen Dialekte wurden zuerst von Georg Melika an der Universität in Uschhorod erforscht.